# Antropora minor
Antropora minor är en mossdjursart som först beskrevs av Walter Douglas Hincks 1880.  Antropora minor ingår i släktet Antropora och familjen Antroporidae. Inga underarter finns listade i Catalogue of Life.